# Kolkhoz

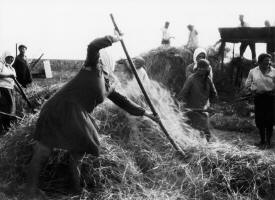
El treball en un kolkhoz, o kolhosp, d'Ucraïna circa 1930.

El kolkhoz fou un model de cooperativa agrària basada en la propietat col·lectiva dels béns produïts, característica de l'URSS.

## Nom i significat
En rus: колхо́з, transcrit: kolkhoz; en ucraïnès: колго́сп, transcrit: kolhosp; en belarús: калгас, transcrit: kalhas, i noms similars a les diferents regions de l'URSS. Kolkhoz és una paraula creada a partir de la contracció dels mots "granja" i "col·lectiva", o millor dit, "explotació agrària col·lectiva" (en rus: коллективное хозяйство, transcrit: kol·lektívnoie khoziàistvo; en ucraïnès: колективне господарство, transcrit: kolektyvne hospodarstvo; en belarús: калектыўная гаспадарка, transcrit: kalektýunaia haspadarka, etc. a les diferents regions de l'URSS)

## Introducció
Tot i que ja existien des de 1917, per iniciativa voluntària d'alguns camperols, fou Ióssif Stalin, el 1928 va establir un procés de col·lectivització com la solució a la crisi en la distribució agrícola que es patia des de 1927 mentre la Unió Soviètica seguia amb el seu ambiciós programa d'industrialització i va promoure els kolkhozos com a associació obligatòria de tots els productors agrícoles fortament centralitzada on l'Estat cedia la propietat de la terra (cultivable o forestal) a la comunitat rural que regiria la cooperativa amb l'obligació d'assolir els objectius marcats per l'Estat, que tenia un control absolut sobre la producció i distribució. El 1936 n'hi havia 248.000, dirigides majoritàriament per membres del PCUS. D'altra banda, cal destacar que els primers kolkhozos són documentats des de 1917, quan foren adoptats voluntàriament per alguns camperols.
Stalin també va idear un altre tipus de propietat socialista: els sovkhoz, que eren granges estatals emprades en sectors no agrícoles, de funcionament semblant als kolkhoz però que empraven mà d'obra assalariada. Numèricament foren molt inferiors a aquests.
Els kolkhozos eren la manifestació pràctica en el medi rural del programa col·lectivitzador de l'economia soviètica (els plans quinquennals), que pretenia estatalitzar la producció, i el consum, industrial i agrícola amb l'objectiu d'efectuar una revolució socioeconòmica que comportaria la desaparició de la desigualtat social mitjançant la supressió del sistema social classista i de la propietat privada de l'URSS, tot seguint l'ideal revolucionari bolxevic de crear una nova societat socialista més enllà del model capitalista.
Així, segons els comunistes, l'arrelament del sistema econòmic d'explotació agrícola col·lectivitzat estalinista basat en els kolkhozos hauria comportat l'arrelament del socialisme al camp soviètic. Tanmateix, aquesta fita seria inviable mentre l'URSS no s'emancipés econòmicament dels països capitalistes, ja que, com digué Stalin "la tasca essencial del Pla quinquennal és (...) transformar l'URSS d'un país agrícola i dèbil, que depèn dels capitalistes, en un país industrial i potent, perfectament independent dels capricis del capitalisme mundial" (discurs de gener de 1933).

## Antecedents històrics

### L'economia rural "clàssica" o prerrevolucionària a l'Imperi Rus
Abans de la Revolució iniciada el 1919, l'imperi Rus era un país bàsicament rural -Els investigadors estimen que la població rural comprenia el 80-90% de la població total-, històricament regit pel model socioeconòmic del feudalisme de gleva, la variant més dura del feudalisme, abundant a l'est europeu, segons la qual els serfs, a més de treballar llurs petites parcel·les (ja fos com a propietaris o arrendataris), havien de treballar durament també a la reserva senyorial, tal com establien els pactes feudals.
Històricament, a la societat rural de l'Imperi Rus predominava el MIR, és a dir, la comunitat camperola que posseeix i explota les terres en comú, distribuint les parcel·les de terreny entre les famílies, en funció de llur grandària, que les explotaven, el benefici del qual esdevenia la base de la seva subsistència. A canvi, els pagesos integrats havien de pagar imposts al MIR, que es responsabilitzava d'aquests davant del govern.
Hereva d'aquest llegat, sembla que la situació de la pagesia russa va esdevenir inalterable fins a l'arribada dels comunistes al poder, ja que les reformes del segle xix i de la primera dècada del XX foren insuficients per a canviar la situació socioeconòmica de la gran massa pagesa. El 1861, el tsar Alexandre II va abolir la servitud tot i que només formalment, ja que el decret només establia un preu (massa alt per a molts) perquè els pagesos poguessin comprar la seva llibertat. Per tant, els efectes foren escassos.
Fruit del conservadorisme tsarista va anar creixent l'oposició popular, quelcom que culminà la Revolució de 1905, on una manifestació pacífica a favor de reformes democràtiques i socials, localitzada davant el palau d'Hivern, la seu dels tsars a Petrograd, va finalitzar amb una dura repressió per part de l'exèrcit, que causà vora de 300 morts (Diumenge Sagnant). Davant del descontentament popular, el tsar Nicolau II de Rússia va promoure tímides democràtiques (convocatòria de la Duma o assemblea legislativa), juntament amb la reforma agrària del ministre Stolypin, que pretenia capitalitzar l'agricultura, tot suprimint el MIR i liberalitzant la compravenda de les propietats agràries, amb una doble finalitat: guanyar més adeptes del sistema tsarista creant una nova classe social de pagesos propietaris (kulaks) i frenar així la lluita dels pagesos per la terra (una causa fortament reprimida pel tsar). El resultat fou l'orientació de l'agricultura cap al mercat, deixant enrere l'agricultura de subsistència.

### L'ascens dels bolxevics al poder
El 1917 va esclatar la insurrecció comunista dirigida per Lenin, al·legant la necessitat d'efectuar immediates reformes socials i acabar amb la desigualtat social, quelcom que, segons els comunistes, augmentava amb la introducció de les mesures lliurecanvistes típiques del sistema capitalista, que s'havia introduït a Rússia d'ençà principis de segle.
La primera gran mesura revolucionària, relativa a la propietat de la terra, fou l'expropiació de les terres de la Corona i del clergat, que passaren a mans dels pagesos que les explotaven. Com molt bé digué Lenin, la Revolució Russa era una revolució proletària, una lluita de classes, i com a tal, havia de significar per força l'enfrontament amb els reaccionaris, formats per la noblesa, l'església, l'empresariat industrial, els kulaks i una part del vell exèrcit tsarista.
S'inicià una cruenta Guerra Civil Russa que durà dos llargs anys (1918-1920), durant la qual el govern bolxevic va desenvolupar l'etapa econòmica coneguda com a comunisme de guerra, basada en l'estatalització econòmica (per tal que l'Estat controlés l'economia amb l'objectiu de mantenir l'esforç bèl·lic) i en les nacionalitzacions (banca, empreses de més de cinc treballadors, comerç interior i exterior i del transport), quelcom que suposà un ferm pas endavant per eliminar de la propietat privada.
D'altra banda, a causa del context bèl·lic, l'Estat hagué d'imposar mesures a la força per tal d'assegurar el proveïment de l'exèrcit i de les ciutats. Així, es va aplicar la militarització de la producció, tot augmentant la disciplina laboral, eliminant els sindicats i prohibint el dret de vaga; dures mesures que provocaren revoltes com la dels mariners de Kronstadt, durament reprimides. A més, la producció de blat va ser controlada estretament i es va obligar els pagesos a lliurar la major part de llurs collites.
Les enormes penúries que hagué de suportar la població a causa dels diversos esdeveniments bèl·lics que lacraren a Rússia durant 7 anys (1914-1921) feu recapacitar a Lenin sobre la política econòmica que havia d'impulsar un cop guanyada la guerra. La NEP suposava trencar amb l'ortodòxia marxista, retornant, en part, a una economia de mercat amb l'objectiu d'augmentar ràpidament la producció i millorar les condicions de vida de la població, alhora que els bolxevics tindrien l'oportunitat de captar adeptes més moderats.
La NEP es basava en una economia mixta que combinava el manteniment del control estatal de les grans empreses tot permetent les petites empreses d'iniciativa privada, pel que es produïen guanys privats, beneficiant al nepmans i als kulaks. Tot i que la producció agrícola i industrial va millorar notablement, la NEP no fou capaç de resoldre el problema de l'efecte tisora, és a dir, la combinació del creixement dels preus industrials amb la caiguda preus agraris, quelcom que va repercutir fortament en el nivell de vida dels camperols, car el preu del cada cop més baix i els camperols s'escaquejaven de vendre'l o d'augmentar la producció, de forma que majoritàriament el producte es destinava a l'autoconsum o bé s'emmagatzemava esperant que el preu de mercat pugés (especulació). El problema estava en el fet que el subministrament de les ciutats depenia directament del mercat agrari, pel que l'amenaça de fam fou factible.
D'altra banda, també hi hagué greus problemes per tirar endavant la magna tasca d'industrialitzar un país endarrerit, sobretot a causa de la manca de capital necessari per a invertir en la industrialització.

## La política estalinista
A partir de la mort de Lenin el 1924, Stalin va iniciar la seva cursa per aclaparar el poder absolut dins del Politburó, a base d'eliminar a llur oposició interna, tasca que completaria en els anys trenta amb els famosos Processos de Moscou (1936,[1938] i 1939, on es va decretar eliminar figures cèlebres del partit com Zinóviev, Kamenev, Bukharin, Rykov, Yagoda) o amb l'assassinat de comunistes crítics a l'estranger com Lev Trotski o Andreu Nin. Un cop tingué llur poder fermament consolidat el 1928, impulsà un extraordinari ritme de transformació socialista per eliminar totalment la propietat privada, deixant enrere la NEP, fomentant també la industrialització i la reforma agrària.
La revolució socialista provocava l'aplicació d'un nou model econòmic planificat o estatalitzat. La propietat privada va desaparèixer donant lloc a una socialització dels mitjans de producció, però també de la distribució i el consum. Els Plans Quinquennals o Piatiletka, l'exemple més clar d'economia planificada, eren uns projectes nacionals per a estatalitzar l'economia soviètica, deixant enrere el model de la NEP. El partit elegia el Gosplan (Comissió de Planificació General de l'Estat, l'òrgan directiu dels Plans Quinquennals) que planificaven l'economia en períodes de 5 anys. Aquesta, era una data solament orientativa, ja que mentre alguns projectes s'acabaven abans d'hora, altres eren abandonats a causa del seu fracàs.
L'objectiu principal del primer Pla Quinquennal (1928-1932) fou la ràpida industrialització i estatalització econòmica de l'URSS com a mesura per promoure el desenvolupament econòmic i la lluita per la igualtat social, pel que l'Estat comunista va centrar esforços a desenvolupar la indústria pesant soviètica. Les dades mostren com, destinant el 80% de les inversions en la indústria i els ferrocarrils, la producció industrial va augmentar un 63% en 10 anys (1940-1950), pel que es pot dir que els Plans Quinquennals van modernitzar l'endarrerida economia soviètica, tot i que a un molt alt cost social (i moral). De fet, aplicar aquesta política econòmica va convertir l'URSS en la segona economia mundial, alhora que en una superpotència militar. Es van construir ràpidament grans complexos industrials centrats en la indústria metal·lúrgica (ferro i acer) donant alta prioritat a la producció de tractors, necessaris per industrialitzar el camp, i que, a més, podien servir per construir tancs en èpoques de guerra. En l'àmbit social, tot i les llibertats restringides, la població va rebre educació (marxista i laica), acabant amb l'analfabetisme, i una reforma de l'habitatge, que va passar a ésser un bé universal.
Un problema afegit per l'Estat soviètic fou dur a terme la magna tasca d'industrialitzar el país sense dependre de les inversions estrangeres, quelcom que, a causa de l'escassetat de capital inicial, el pobre comerç internacional i l'endarreriment de les infraestructures va portar el govern a finançar aquest projecte a base de restringir el consum dels ciutadans per tal que el capital fos reinvertit en el sector industrial amb la finalitat de deixar de dependre d'articles d'importació (règim d'autarquia). L'Estat va fixar uns preus agrícoles baixos per als agricultors i alts per al consum, quelcom que va permetre la formació d'excedents de capital que afavoriria la inversió en el sector secundari.
D'altra banda, l'enorme incentiu que l'Estat va atorgar al sector secundari va comportar cert abandonament del sector agrícola. Tanmateix, un altre objectiu fonamental del 1r Pla Quinquennal fou la realització de la campanya de col·lectivitzacions, car l'Estat no va oblidar la realitat de la societat soviètica eminentment rural. Calia promoure la reforma agrària i les col·lectivitzacions per acabar amb la desigualtat social al camp i multiplicar la producció agrícola per tal d'exportar i satisfer les necessitats de consum de la població.
Tanmateix, per assolir les metes proposades, es va sotmetre als obrers a llargues jornades laborals (16 i 18 hores diàries), sota l'amenaça de processament per traïció, en unes condicions pèssimes, causa de grans xifres de baixes per mortaldat. Mentrestant, l'Estat anunciava propaganda del miner Aleksei Stakhànov, capaç d'extreure en una jornada laboral quantitats desorbitades de mineral, com a mostra irrefutable de la superioritat del comunisme sobre el capitalisme. Fou a base de l'explotació dels treballadors que la producció de ferro colat va augmentar de 3,3 a 10 milions tones anuals, el carbó de 35,4 a 75, i el ferro de 5,7 a 19.

## La col·lectivització de l'agricultura

### Ràpid procés col·lectivitzador
El principal objectiu de les col·lectivitzacions agrícoles impulsades per Stalin era socialitzar l'economia camperola (producció i distribució), alhora que s'acabava amb la propietat privada i les classes socials. Les estadístiques reflecteixen la velocitat amb la que es va col·lectivitzar el país des de l'aprovació del procés per part del Comitè Central del Partit, al Setembre de 1929, passant de l'1,7% al 93% en gairebé una dècada. De 1930 a 1933, 14 milions de petites parcel·les es van convertir en 200.000 kolkhozos.
L'objectiu d'implantar un ritme de col·lectivització tan ràpid era pal·liar la necessitat d'industrialitzar el país, quelcom que no s'aconseguiria sense promoure el creixement de la població urbana (quelcom motivat per l'èxode rural), i la necessitat de frenar el deute extern mitjançant l'increment de les matèries primeres. Per això Stalin va donar prioritat a l'exportació de gra sobre llur consum per part de la població.

### La col·lectivització forçosa
Per tal d'assolir el projecte revolucionari agrícola i la consegüent industrialització i socialització del país, Stalin va impulsar un accelerat ritme de col·lectivització, un ritme que no podia disminuir, pel que va centrar esforços (materials i humans) en aquesta tasca. El dictador tenia clar també que hauria d'esclafar qualsevol resistència al procés, fet que legitimà titllant als detractors de terroristes contrarevolucionaris, enemics del socialisme, justificant amb el precepte de la "lluita de classes" llur eliminació física i la confiscació de la seva collita i béns materials, que passaren a ser propietat de les col·lectivitats.
Partint de la collita de 1927, on predominà l'especulació camperola amb els cereal -el qual, com ja s'ha esmentat, els camperols es negaven a malvendre a preus molt baixos a causa del problema de l'efecte tisora-, Stalin, sense intentar resoldre la causa del comportament dels pagesos, l'efecte tisora, incentivant l'augment de la producció industrial i el preu del gra, va iniciar una campanya repressora contra aquells agricultors que no produïssin al màxim o bé especulessin amb el cereal. D'aquesta manera, es va iniciar el procés conegut com la deskulakització, és a dir, l'eliminació dels kulaks, una classe, contrària a la desaparició de la propietat privada, que havia ressorgit durant la NEP i que comprenia el 5% de la pagesia soviètica. Per la seva part, el govern va actuar propagandísticament per tal de mostrar a la població (i a la Història) la faceta més demoníaca dels kulaks: no eren víctimes innocents, sinó que van sublevar-se contra les col·lectivització, matant comunistes, atacant els kolkhozos, sabotejant l'agricultura i organitzant grups violadors. Els afectes al règim senyalaren que la repressió no "va ser un «bany de sang estalinista» sinó una batalla pel futur del camp (...), una lluita entre classes".
El primer ministre soviètic, Viatxeslav Mólotov, pretenia que amb l'exemple dels kulaks els altres camperols "es posessin rectes davant nostre", per tal de produir al màxim. Va subdividir els kulaks en tres classes: els hostils, que havien d'ésser afusellats o deportats a camps de treball forçat, els perillosos, que serien deportats al nord, a Sibèria o al Kazakhstan, i els no perillosos que serien expropiats però que podrien mantenir-se en llur regió d'origen. Segons dades del mateix Mólotov, 210.000 llars (aproximadament 1.500.000 persones) pertanyien als dos primers grups.
D'altra banda, a regions com Ucraïna, Polònia, Kazakhstan o Txetxènia, juntament amb ètnies sense un territori estatal d'ubicació com els cosacs o els tàrtars, l'enfrontament seria vist des d'un òptica nacionalista. Stalin, lluny de la visió leninista defensora de les nacionalitats oprimides, pretenia que l'URSS fos un Estat proletari unitari i supranacional pel que va practicar l'imperialisme vers aquestes nacions, tot causant terribles genocidis.
El fet més extrem es va produir a Ucraïna on es va produir el genocidi conegut com el Holodomor, una regió majoritàriament hostil al comunisme, ja que combinava la resistència nacionalista amb l'alt nombre de kulaks anticol·lectivitzadors (burgesia). A més, les bastes planures ucraïneses representaven la principal regió soviètica productora de blat, pel que Stalin va utilitzar la producció cerealística d'aquesta regió per augmentar el volum d'exportacions i frenar l'amenaça de fam de les ciutats soviètiques. La crisi va iniciar-se quan el 1931 quan l'Estat va requisar 23 milions de tones de gra d'una collita de 69 a tot l'Estat. Ucraïna va ser obligada a contribuir amb el 42% de llur producció cerealística el que va provocar un greu empitjorament de la qualitat de vida popular (ja que fins i tot es va haver d'invertir el gra destinat a sembrar futures collites i els 15 kg. destinats a la supervivència dels pagesos) i la desorganització del cicle productiu. A la collita de 1932,castigada per les condicions meteorològiques, el govern central soviètic va ordenar requisar 7 milions de tones de blat ucraïnès (24% del total de blat produït al territori soviètic, 29 milions)[http:// wikipedia.org/wiki/Holodomor]. Les confiscacions de blat eren tan elevades que els camperols van haver d'amagar part de la collita per tal de sobreviure.
Inicialment, Stalin va mostrar-se impacient davant la lentitud del procés col·lectivitzador d'Ucraïna, acusant als dirigents locals d'ineptes. Certament, molts dirigents locals dimitiren al negar-se a aplicar aquestes mesures que condemnarien a passar fam a tants milers de persones. Cansat d'esperar, Stalin va legislar la "llei de les cinc espigues" -Llei sobre el "robatori i dilapidació de la propietat social", vigent des del 07-08-1932-, que comportava penes de fins a 10 anys en camps de treball forçat o la pena de mort a aquell que ossès amagar cereal. Per això, les brigades de col·lecta del GPU foren autèntiques expedicions de càstig contra kulaks i camperols resistents. Les xifres mostren la fèrria repressió: més de 100.000 persones foren condemnades a mort i ¼ del total de deportats eren ucraïnesos.
A finals d'octubre de 1932, Stalin va enviar "comissions extraordinàries" dirigides per V. Mólotov i L. Kaganovich amb l'objectiu d'accelerar la col·lecta, ja que només s'havien requisat el 39% de la taxa de blat a requisar establerta. Paral·lelament, també foren enviats amb el mateix objectiu esquadrons de la GPU i l'artilleria i aviació de l'Exèrcit Roig. Els camperols, desesperats per evitar el que consideraven que era un robatori de la collita (i que comparaven amb el retorn de la servitud) i per evitar la fam, no dubtaren a sublevar-se emprant escopetes, tridents i dalles causant combats aferrissats contra els recaptadors. Entre novembre i desembre de 1932 27.000 persones foren detingudes acusades de sabotatge (el 70% camperols resistents i un 30% de funcionaris comunistes locals que es negaren a efectuar tal acte).
Fou en aquest context de violència generalitzada i caos quan Stalin va decidir emprar la fam provocant-la artificialment com a mesura repressora per tal d'aniquilar totalment la població rural ucraïnesa. El dictador va ordenar sistemàticament l'augment de les quotes de producció de menjar, quelcom que es va dur a terme fins a l'esgotament dels subministraments dels pagesos. El blat de la collita de 1933 va ser requisat i malvenut al mercat mundial a preus per sota del mercat per esgotar-la. El PC d'Ucraïna va sol·licitar a Stalin la reducció de les quotes de menjar, i el líder soviètic va contestar-los enviant l'exèrcit per reprimir-los. Les conseqüències de l'Holodomor foren la mort de fam d'entre ¼ i 1/3 de la població d'Ucraïna, morint en els pitjors moments, 25.000 persones diàries, mentrestant, el govern soviètic legitimava la seva acció: "fou una mesura necessària per acabar amb la retenció i sabotatge de productes que il·legalment practicaven els kulaks". En total, durant el període de 1932 a 1934 van morir a Ucraïna de 6 a 7 milions de persones.
La fam de la massa popular era el pa de cada dia. Es va estendre entre els camperols que emigraven a la ciutat la trista pràctica d'abandonar les criatures a causa del fet que no les podien mantenir. El cònsol italià a Khàrkiv va informar al seu país que "patrullen per la ciutat els dvorniki, ajudants d'uniforme blanc que recullen a nens (abandonats) (...). Un equip mèdic els passa revisió (...) i els que tenen alguna possibilitat de sobreviure són enviats als edificis Kholodnaia Gora, en els grans hangars dels quals hi ha 8.000 persones, la majoria nens, agonitzant en llits de palla. Els que no passen la revisió són transportats en trens de mercaderies i s'abandonen a uns 60 km de la ciutat (...)". Per la seva banda, els camperols de les col·lectivitzacions no ho tenien pas millor: patien l'absència de gra, gairebé sense animals de tir, amb moltes cases cremades i nombroses famílies reprimides per les purgues estalinistes. El canibalisme es va estendre a Ucraïna, on els antropòfags van ser tirotejats pels agents del GPU amb total impunitat.
Els gulags o camps de concentració que ocupaven milers de deportats, deixaren d'ésser simples presons per a esdevenir camps de treball forçat. Els reclusos deportats foren explotats en les mines del llunyà nord, les indústries fusteres dels boscos o en la construcció de grans obres públiques. El nord-americà D. Rayfield va assenyalar que "el GPU va estendre un imperi econòmic que demandava cada cop més esclaus. La grandària dels gulags no depenia del nombre d'arrestaments, succeïa al contrari, eren les necessitats econòmiques d'aquests, amb llur terrible mortaldat i la seva inesgotable fam de treballadors prescindibles, les que dictaven el nombre d'arrestaments. Així doncs, l'objectiu era emprar als deportats com a mà d'obra esclava per a explotar els rics recursos de les terres remotes del nord. A més, tal com criticaren alguns funcionaris posteriorment, els presos patien la falta d'aliment i de calefacció, tan necessària en les inhòspites regions del cercle polar àrtic. Hi ha testimonis que parlen de l'abandonament de presos per tal que morissin de fred. Tal era la situació dels presos que molts s'automutilaven per tal d'ésser enviats als hospitals, on almenys menjaven tots els dies.

### Model de col·lectivització
Un cop acabat el procés de nacionalització o estatalització de la terra, aquesta esdevenia propietat de l'Estat, que les cedia als camperols. Amb la finalitat d'explotar i organitzar els camperols, el govern va impulsar el model cooperativista dels kolkhozos i sovkhozos, pel que es van erigir grans granges col·lectives per tot el territori soviètic, creant una estructura fortament centralitzada amb la qual l'Estat s'assegurava el control dels processos productius i distributius del sector primari, alhora que va assolir un major control polític i administratiu sobre la població. D'aquesta manera l'Estat Soviètic establiria els plans d'explotació, que els kolkhozos havien de complir, per regular la producció i obtenir el mitjà per a alimentar les ciutats i a l'ampli exèrcit, així com per exportar productes.
Els principals objectius del sistema comunista de cooperatives era principalment acabar amb les desigualtats socials al camp, sense descuidar augmentar la productivitat del sector primari. Respecte al primer punt cal dir que tot i que es van eliminar les classes socials, les diferències socials van continuar existint a l'URSS: la burocràcia governamental s'erigia com a nova classe social dominant dins de la societat comunista.
Pel que fa al segon gran objectiu, cal dir que el govern va mostrar-se excessivament convençut que la tasca d'augmentar la productivitat del sector primari seria bufar i fer ampolles. En els primers anys de la col·lectivització s'estimava que la producció agrícola i industrial creixeria un 200% i 50% respectivament. Tanmateix, així com el sector secundari va complir amb creus amb el programa de creixement previst, la producció conjunta del sector primari va disminuir. Cal precisar que no tot el sector primari va sortir-ne igualment mal parat, car la producció cerealística va restar proporcionalment molt per sobre de les xifres del sector ramader, el sector més fluix en termes de productivitat. Les principals causes del minvament de la producció agrícola foren:
1. El procés de deskulakització, que va provocar una davallada demogràfica important, notòria sobretot a escala local en regions com Ucraïna. Per pal·liar els efectes d'aquest procés el govern va impulsar la "colonització" d'aquestes terres.
2. El fet d'invertir només el 20% del PIB en agricultura (front el 80% de la indústria) va provocar que aquest sector fou el més dèbil de l'economia soviètica.
3. Tot i que els Plans Quinquennal preveien invertir en millores tecnològiques per tal de mecanitzar el camp soviètic, aquesta mecanització no s'assoliria ràpidament, car requeria grans quantitats d'equipament industrial i maquinària, quelcom que es va aconseguir a base d'exportar cereal i altres béns agrícoles. Un exemple clar dels problemes per mecanitzar els kolkhozos fou la falta d'animals de tir, que provocaria llaurar a mà les terres, o l'alta quantitat de tractors defectuosos.
4. Hi ha autors poc favorables al comunisme que senyalen també una causa moral, un fenomen psicològic que desmotivaria als camperols alhora de produir: la reducció de la qualitat de vida dels camperols provocada per la falta de béns de consum i el caràcter repressiu de la dictadura. Aquesta dinàmica, no aplicable al conjunt de la massa pagesa, afectaria sobretot en aquells pagesos que passaren de treballar les seves terres, per a benefici personal, a treballar les terres de l'Estat per a benefici d'aquest.[6]

Les relacions d'intercanvi entre els camperols i les autoritats foren força de treball en el procés productiu a canvi d'inversions estatals per millorar el rendiment tecnològic (subministrament de tractors i mecanització) d'aquests. Amb la planificació econòmica els camperols es van convertir en mers instruments de finançament de la indústria. Si la Revolució Russa de 1917 havia acabat amb el règim tsarista i la gran propietat agrària, la col·lectivització de 1929-30 va liquidar l'aldea tradicional i la petita propietat familiar. Quelcom, va repercutir negativament en la qualitat de vida dels camperols que van ser testimonis involuntaris del procés de canalització de gran part de les seves rendes a les ciutats, on va anar-se concentrant una creixent població a causa de l'èxode rural.

## Vigència del model col·lectivitzador
Després de la mort de Stalin el 1953, el seu successor, Nikita Khrusxov, va impulsar plans orientats a liberalitzar l'economia soviètica amb l'objectiu d'atrapar en termes de creixement i productivitat als EUA. Trencant amb el socialisme ortodox del seu predecessor, Khruixtxov va descentralitzar la planificació augmentant l'autonomia de les regions i empreses, va impulsar la colonització de terres verges a Sibèria, va fomentar la investigació científica i emfatitzà molt més que Stalin llur interès en el sector primari i la a indústria lleugera, donant prioritat a l'aprovisionament de béns de consum sobre les exportacions. En resum, es va dur a terme una nova política econòmica basada en els principis de l'economisme. Una política que, això no obstant, fracassà en econòmica, deguts als pobres resultats agrícoles i a la consegüent importació massiva de cereals, fet que juntament amb l'aïllament exterior provocaren la caiguda de Khruixtxov.
Després d'ésser modificat per Khruixtxov i els seus predecessors, el model de les col·lectivitzacions desapareixeria definitivament amb l'ascens del liberal Borís Ielstin al poder, a inicis de la dècada de 1990. Amb Ielstin, l'URSS va desaparèixer quedant en la memòria de la Història i d'aquelles persones que visqueren el període "a peu de canó". "L'Imperi" socialista soviètic es desintegrà combinant el procés de "russificació de l'espai soviètic", la Nova Rússia que heretaria el llegat nacional de l'URSS, i les tendències nacionalistes regionals (Ucraïna, Belarús, Kazakhstan, entre moltes altres). El mateix Ielstin va rellançar la privatització de terres, decretant per llei la compravenda de les terres i koljos que abans eren propietat de l'Estat, de forma que l'antiga terra estatal es dividiria entre els agricultors que es poguessin permetre pagar el preu de les parcel·les.

## Adopció, crítiques i alternatives al model col·lectivitzador soviètic
La Revolució que es va realitzar a Rússia a inicis del segle xx fou vista per a moltes persones de tot el món com la materialització de les esperances per canviar llur situació socio-econòmica. Per això, a tots els continents es van produir revolucions, amb major o menor intensitat, inspirades en el model soviètic: a Alemanya, Iugoslàvia, a múltiples països de l'Europa de l'est, a la Xina, Corea, Vietnam, Llatinoamèrica, Angola, etc.
D'altra banda, alhora que les el model comunista s'estenia pel "segon món", anaren apareixent divergències i crítiques al model socialista soviètic. De fet, només a Corea del Nord es va instaurar un règim comunista de caràcter estalinista ortodox, adoptant el model de col·lectivització fortament centralitzat, dirigit pel dictador Kim Il Sung, que governaria el país vitalíciament des de 1948 a 1994.
Per tal de no desviar-nos del tema inicial ens centrarem en les principals discrepàncies amb l'exemple soviètic alhora d'adoptar el model col·lectivitzador. Els dos casos més significatius foren la Xina de Mao Zedong i la Iugoslàvia del mariscal Tito, dos dels principals països comunistes que trencaren relacions amb l'URSS el 1959 i 1948 respectivament.
El primer va criticar durament a Stalin perquè va emprendre la col·lectivització abans que els mateixos camperols tinguessin l'experiència pròpia de treballar les terres col·lectivament i compartir els estris agrícoles, de forma que el moviment no va gaudir d'una ferma base ideològica entre els camperols. El líder comunista xinès també va criticar les altes taxes d'extracció de blat, quelcom que alhora que empobria la població, perjudicava les relacions entre les zones rurals i urbanes.
Mao va impulsar més de 24.000 mútues populars (nom alternatiu als kolkhozos soviètics), centres econòmics, administratius i culturals en els quals es desenvolupava la vida del col·lectiu i on es combinava l'explotació agrícola, l'artesania tradicional i les petites indústries rurals. D'altra banda, els resultats econòmics d'aquest experiment no foren pas millors que els de l'URSS: entre 1959-1961 una gran fam va causar el cessament de Mao i les seves polítiques que foren reemplaçades per una nova política econòmica que permetia la petita propietat camperola, alhora que impulsava la descentralització de la producció i desaccelerava el creixement industrial.
Per la seva part, el model que mariscal Tito va impulsar a Iugoslàvia era molt més distant de l'estalinisme que el maoisme. El socialisme autogestionari (o d'autogestió) era un sistema polític basat en el federalisme polític i la descentralització econòmica. Parteix de la base teòrica que existeixen tres grans comunitats: la laboral, la ideològica i la territorial, cadascuna representada per un òrgan (sindicats, partits polítics i les diferents Federacions nacionals que formen la Confederació o l'Estat, respectivament). Seguint el principi de les "tres comunitats", el socialisme d'autogestió accepta també el principi tricameralitat, on el Parlament consta de la camera baixa (o Parlament pròpiament dit), la camera alta (o el Senat) (funcions de representació territorials) i la camera laboral, amb representació sindical. Cada Federació té dret a decidir lliurement la seva via cap al socialisme, seguint la política de No alineament en el Bloc Comunista durant la Guerra Freda.
Aquesta variant del socialisme criticà l'alt grau de centralització econòmica de l'URSS, així com la jerarquització del sistema, la burocratització i la planificació del consum de la població des de l'Estat. En aquest sistema, la llei bàsica és la gestió autònoma per part dels treballadors de la unitat productiva, sense interferències per part de l'Estat. També cal dir, que a partir de determinats nivells de volum de treball la propietat dels mitjans de producció se socialitzada o col·lectivitzada. Per la seva part, la comunitat política superior, l'Estat Confederat, s'encarrega únicament dels elements clau l'economia estatal: el sistema bancari i la Hisenda Pública (imposició distributiva). A més, cal dir a favor del sistema que és regit pel principi de "Democràcia directa": el col·lectiu obrer, la massa conjunta de tots els treballadors, elegeix el Consell Obrer que s'encarrega d'aprovar el pla general de l'empresa i distribueix llur benefici net. Alhora, el Consell Obrer elegia el Comitè de Gestió, que dirigeix i organitza l'empresa (contracta i despatxa treballadors) i aplica les lleis socials. Al capdamunt de l'organigrama directiu de l'empresa s'erigeix el director, elegit pels delegats del Comitè de Gestió i del Consell Obrer.
Pel que fa a les revolucions produïdes a la segona meitat del segle xx, cal dir que el model col·lectivista estalinista només va ser aplicat a Cuba, on es va realitzar un procés de "nacionalització de terres" fortament centralitzat per l'INRA (Institut Nacional de la Reforma Agrària), dirigit per Fidel Castro. Aquest organisme s'encarregava de coordinar les grans expropiacions als latifundis i a les empreses nord-americanes, el pagament de les indemnitzacions i les nacionalitzacions de les empreses privades. Aquests organisme fou l'encarregat també d'establir la política sucrera, ocupant-se bàsicament dels preus de venda. Per tal de controlar el correcte desenvolupament de la reforma agrícola, la INRA va crear diferents organismes locals anomenats Zones de Desenvolupament Agrari (ZDA), encarregats també de crear i controlar les diferents cooperatives en les que s'organitzaren els camperols i d'impulsar amplies millores en la qualitat de vida dels camperols de l'illa (extens programa educatiu, construcció d'habitatges, electrificació de les zones rurals, activitats culturals, etc.). La vigència del model estalinista era clara.

## Reprivatització
Després de la dissolució de la Unió Soviètica en 1991, les terres i els recursos que gestionaven foren reprivatitzats el 1993.